# Alytes muletensis
Alytes muletensis је водоземац из реда жаба (Anura).

## Угроженост
Ова врста се сматра рањивом у погледу угрожености врсте од изумирања.

## Распрострањење
Врста је присутна у Шпанији, само на Балеарима .

## Станиште
Станишта врсте су планине, речни екосистеми и слатководна подручја, на висинама од 10 до 850 метара. Површина станишта је само око 10 km².